# روبرت إس. نويورث
روبرت إس. نويورث (بالإنجليزية: Robert S. Neuwirth)‏ هو طبيب توليد ‏ أمريكي، ولد في 11 يوليو 1933، وتوفي في 17 ديسمبر 2013.